# Désiré Mérchez
Désiré Alfred Merchez (ur. 16 sierpnia 1882 w Lille, zm. 8 lipca 1968 w Nicei) – francuski pływak i piłkarz wodny, medalista olimpijski Letnich Igrzysk Olimpijskich 1900 w Paryżu.
Wraz ze swoją drużyną Pupilles de Neptune de Lille zdobył brązowe medale w pływaniu drużynowym na 200 m oraz piłce wodnej. Wziął również udział w pływaniu na 1000 metrów stylem dowolnym, lecz odpadł w eliminacjach.